# Погребение Петра I

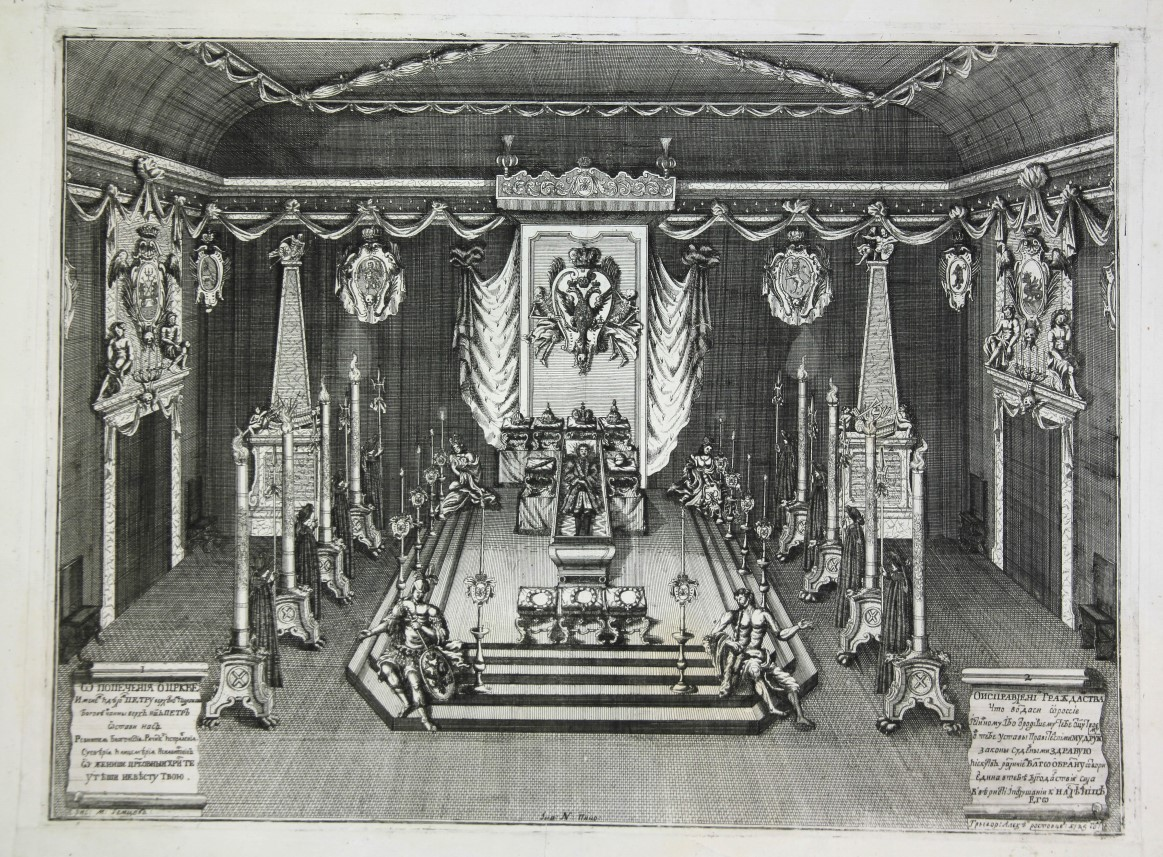
Ростовцев А. И., Коровин С. М. Вид погребальной залы Петра I. 1725 год. Гравюра. СПб. ФИРИ РАН

Погребение Петра I — траурный церемониал похорон императора Петра I, длившийся с 28 января [8 февраля] 1725 года по 10 марта [20 марта] 1725 года в Санкт-Петербурге.

## Хроника
28 января [8 февраля] 1725 года, утром, Петр I умер в Зимнем дворце.
30 января [10 февраля] 1725 года состоялась церемония перенесения тела императора в Большой (Кавалерский) зал Зимнего дворца на парадную кровать.
13 [24] февраля 1725 года завершилось оформление Большого (Кавалерского) зала Зимнего дворца как Погребального (Castrum doloris). Церемония перенесения гроба с телом в Печальный зал.
4 [15] марта 1725 года умерла дочь Петра I цесаревна Наталья Петровна (тело сначала находилось в её собственных покоях).
9 [20] марта 1725 года, перенесение тела цесаревны Натальи Петровны в Печальную залу отца.
10 [21] марта 1725 года состоялась траурная процессия и прошла церемония погребения Петра I и его дочери Натальи в Петропавловском соборе.

## Возникновение императорского траурного церемониала в России
По мнению специалистов, новый траурный церемониал дома Романовых сформировался в Петербурге в 1710–20-е годы. Он опирался исключительно на европейские примеры (прежде всего немецкие и французские) и коренным образом отличался от отечественной средневековой традиции, сложившейся при царском дворе в Москве. По мнению исследователя А. Ю. Прокопьева, в целом погребение Петра I было построено по образцу немецких протестантских церемониалов. Так, «шествие сближалось с бранденбургским вариантом 1688 года, экспозиция покойного монарха – с бранденбурго-саксонской лютеранской версией, архитектура “печальной залы” совмещала общие черты, характерные как для католической, так и для протестантской обрядности, что не позволяет говорить о торжестве только католического начала».
Информация о европейских формах придворной жизни, в том числе принятом погребальном церемониале, поступала в Россию по нескольким каналам. В первой четверти XVIII века целенаправленный сбор необходимого материала вели сотрудники постоянных русских посольств за границей. Например, в Российском государственном архиве древних актов отложились документы с выписками о траурах и погребальном церемониале представителей королевских фамилий крупных Дворов Европы – «цесарского», французского, прусского, саксонского, шведского, английского. Соответствующие рукописи, издания, рисунки и гравюры могли находиться в собраниях членов Дома Романовых и их приближенных. Как заметила А. А. Аронова, в библиотеке Я. В. Брюса, трудившегося над проектом убранства Печального зала Петра I, в двух экземплярах был представлен погребальный альбом бранденбургского курфюрста Фридриха Вильгельма I, скончавшегося в 1688 году. Знакомство отечественной элиты с общепринятыми нормами происходило также во время поездок за границу. Своеобразной репетицией первого императорского погребения стали похороны царицы Прасковьи Фёдоровны, состоявшиеся в Петербурге осенью 1723 года. Их подготовкой, по свидетельству камер-юнкера Фридриха Вильгельма Берхгольца, занимался граф Ф. М. Санти.

## Этапы траурного церемониала
С 1725 года погребальный ритуал российских монархов включал несколько основных этапов, или «актов». По мнению Якоба Штелина, первый этап проистекал «от дня кончины» императорской персоны «до того времени, когда тело… на порадную постель положено было». Ко второму и третьему этапам относились все мероприятия, связанные с пребыванием тела монарха, соответственно, на парадной постели и в Печальном зале. Четвертый этап, обозначенный Штелином как «Вынос», составляло торжественное перенесение гроба к месту захоронения, в Петропавловской крепости (в случае с Петром II – в Архангельский собор Московского Кремля). Прощание с монархом в России XVIII века происходило в светском пространстве его резиденции не в один, как это было принято в европейском погребальном церемониале, а в два этапа – у парадной кровати и в Печальном зале. И только потом имело место торжественное перенесение тела в собор, – интерьер которого также получал особое траурное убранство, – где можно было проститься с правителем в третий раз.

## Организаторы похорон
В организации похорон российских императоров значительную роль играли иностранцы. Во многом структура и принципы погребальной церемонии в похоронах царицы Прасковьи Фёдоровны 1723 года, которые легли в основу будущих траурных погребений дома Романовых, были заложены герольдмейстером графом Ф. М. Санти. Составлением погребального церемониала и программы траурного убранства по случаю смерти Петра I занимались граф Я. В. Брюс (шотландец по происхождению, его предки жили в России с середины XVII века) и Г. И. Бон. Создание Печального зала Петра I велось под руководством Николя Пино и Луи Каравака, а устройство временной церкви в Петропавловском соборе – Доменико Трезини. В храме также работал «лакового дела мастер» Гендрик Брумкорст, который создал «медный ковчег» для гроба Петра I. В подготовке к погребению императора было задействовано несколько десятков мастеров различных специальностей.

## Парадный (тронный) зал с парадной кроватью
Согласно письменным источникам, для размещения парадной кровати с телом Петра I был выбран самый большой, как доказано В. Г. Михайловым, Кавалерский зал так называемого «Нового» Зимнего дворца. «В тот же самый день, в который Государь преставился, – пишет Феофан Прокопович, – церковь из большой салы в другую меньшую вынесена, и при первой стене в преждереченной большой сале место, ради положения тела, уготовано…». Ориентируясь на европейскую погребальную традицию, парадную кровать установили на возвышении в несколько ступеней, именуемом в отечественных источниках XVIII века амвоном или троном, и под «зело богатым» балдахином. Трон был обит кармазинным (малиновым) бархатом и покрыт «золотыми коврами», а одр устлан золотой парчой. Убранство самого зала какое-то время сохранялось в прежнем виде. Его стены украшали французские шпалеры, представляющие сцены из Нового Завета и хранящиеся ныне в собрании Государственного Эрмитажа.

## Печальный зал (Castrum doloris)

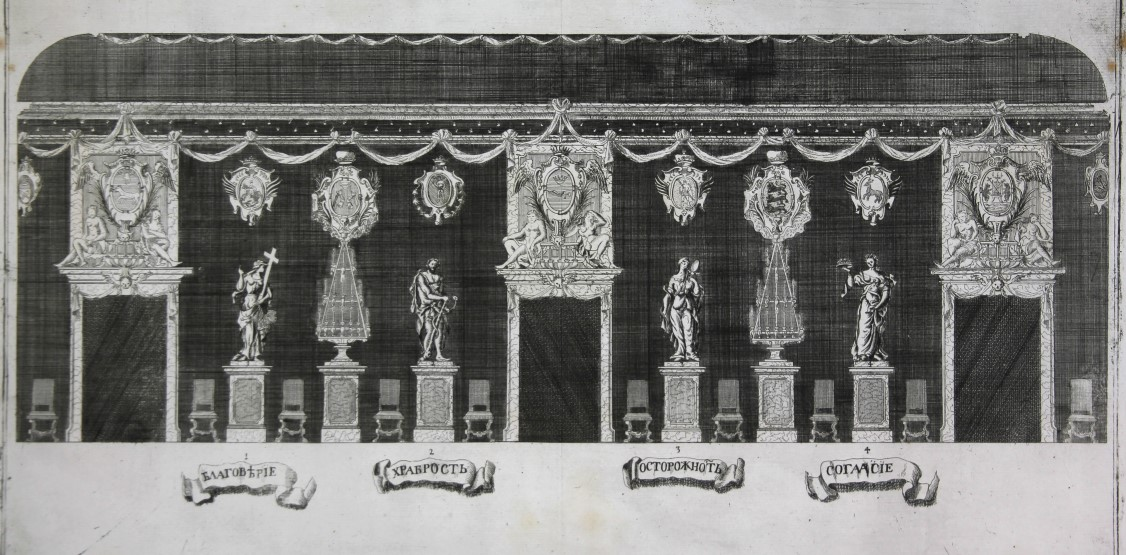
Коровин С.М. (по рис. М.Г. Земцова). Оформление (продольной) стены погребальной залы Петра I. Офорт, резец. 1725. Архив СПбИИ РАН

В канонической европейской литературе термин Castrum doloris (Замок скорби) известен с XV века. Создание наиболее грандиозных траурных ансамблей относится к концу XVI–XVIII столетию, что было связано, очевидно, с укреплением монархической власти. Castrum doloris обозначал высокое положение усопшего. Возводившийся, как правило, в пространстве храма или капеллы, он представлял собой архитектурную конструкцию или декорацию, сопровождавшую катафалк с гробом. Основным элементом ансамбля в большинстве случаев служил балдахин. По мнению Е.  А. Тюхменевой, термин «Castrum doloris» в России активно употреблялся с начала 1720-х годов. Неоднократно его можно найти в выписках о траурах и погребальном церемониале ведущих дворов Европы, целенаправленно составлявшихся для Петра I. В описании похорон самого монарха и его дочери этот термин применяется только один раз, в русскоязычной транскрипции – «каструм долорис» и в сопровождении перевода-пояснения – «Печальная сала».
В Печальный зал Петра I был переделан тот же Кавалерский зал «Нового» Зимнего дворца, где проходило прощание с почившим монархом, уложенным на парадную постель. В связи с этим первоначальное оформление зала, по словам Феофана Прокоповича, «на малое время токмо, понеже скоро потом черным сукном все убрано было». «Поставлены были, – продолжает архиепископ, – статуи, добродетели умершаго Монарха изображающия; такожде и пирамиды, на которых главнейшия дела его написаны были: написаны были и Государственные и провинциальные гербы, и множество светильников, и на павименте стоящих, и от свода висящих, и к стенам пристроенных, оную палату украшало».
Образцом для Печального зала Петра I послужил траурный зал Прасковьи Фёдоровны. Как считает Е. А. Тюхменева, решение центральной части Castrum doloris повторяло устройство тронного места с парадной кроватью. Только вместо парадной кровати рядом со стеной на специальном возвышении (троне или амвоне) под балдахином ставился катафалк с гробом. При этом все элементы тронного места сохраняли вариант традиционной торжественной отделки. Так, покрытие трона выполнялось из малинового (кармазинного) бархата. В плафоне и «по средине больших навесов» балдахина Петра I виднелись вензелевые знаки монарха, а на переднем «навесе» – «императорский» орел. Стена между балдахином и троном, находившаяся за головой императорской персоны и называвшаяся в тот период «оглавие», также оформлялась особым образом. В Печальном зале Петра I она была обита малиновым бархатом и обложена золотым галуном. «Оглавие» драпировалось мантией из золотой материи, отороченной горностаевым мехом и дополненной серебряными шнурами и кистями. В центре «оглавия» размещался внушительный по размерам Российский государственный герб (в окружении андреевской цепи и с Московским гербом на груди орла). В Печальном зале Петра I его поддерживали фигуры «писанных скелетов». Как отметила Е.  А. Тюхменева, все образы были выполнены в человеческий рост. 

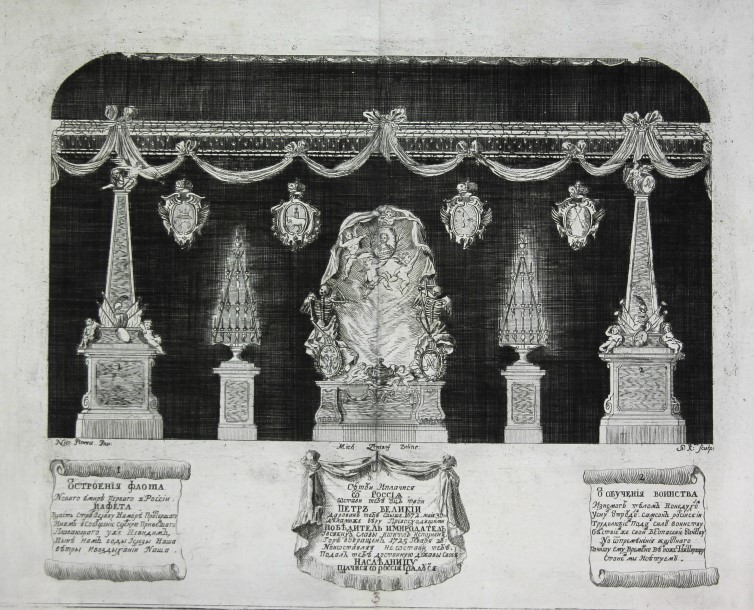
Коровин С.М. (по рис. М.Г. Земцова). Оформление (торцовой) стены погребальной залы Петра I. Офорт, резец. 1725. Архив СПбИИ РАН

При устройстве Печального зала Петра I выработанная в 1723 году модель была существенно дополнена скульптурно-живописными аллегориями. По мнению Е.  А. Тюхменевой, скульптуры, судя по всему, выполнялись как обрезные фигуры-обманки, имитирующие бронзовые, мраморные либо созданные из других материалов статуи. В самом сердце траурного ансамбля, на ступенях по углам трона с гробом Петра I, были расположены четыре «статуи», составляющие пары – Россия и Европа (со стороны изголовья), Марс и Геркулес (в ногах), представленные в печальном виде. Первая пара образов, отвечавшая концепции «Россия есть Европейская держава», столь четко сформулированной позже Екатериной II, придавала горестному событию широкий – если не мировой, то общеевропейский – масштаб. С персонажами второй пары, почерпнутыми из античной мифологии, отождествлялся сам Петр I, и не случайно Марс держал щит с изображением московского герба. Именно фигуры этих древних бога и героя, как считает А. А. Аронова, фланкировали вход в первую в России триумфальную арку, посвященную победе в Азовском походе 1696 года. В скульптурной программе тронного места Петра I Россия сопоставлялась с ведущими европейскими странами, имеющими общее – античное – прошлое, а личности российского монарха придавалось высокое историческое значение. Следующий смысловой ряд составляли восемь «статуй», олицетворявшие императорские добродетели. Они размещались вдоль боковых стен Печального зала, по четыре с каждой стороны: Согласие, Премудрость (на гравюре С. М. Коровина «Оформление стены погребального зала Петра I» 1725 года – Осторожность), Храбрость, Благоверие (справа от монарха), Милосердие, Мир, Любовь к Отечеству и Справедливость (слева). Личные достижения Петра I были увековечены в четырех пирамидах, находившихся близко к углам Печального зала. Аллегорические образы и пространные надписи на них прославляли монарха как «ревнителя благочестия», Отца Отечества, создателя сильной армии и российского флота, покровителя мореплавания и торговли.
В Печальном зале Петра I напротив трона с гробом (со стороны ног) возвышалось, согласно официальному источнику, «превеликое надгробное надписание». По-видимому, оно представляло собой отдельно стоящую конструкцию, решение которой напоминало надгробный памятник или, скорее, кенотаф. Над беломраморным пьедесталом разворачивался «великий завес цвету зеленаго», поддерживаемый фигурами двух скелетов по сторонам и крылатых младенцев-гениев в верхней части. Последние одновременно возносили и портрет Петра I, сделанный «во образ медали» и окруженный пальмовыми ветвями. Каждый из скелетов имел щит, один – с государственным гербом, другой – с вензелем монарха. В основании «завеса» находилась урна с фигурами плачущих гениев по бокам. Сама надпись, начертанная «литерами золотыми», занимала центральное поле этого «завеса». Она была обращена к России, отмечала дату рождения и смерти Петра I, кратко напоминала о его заслугах, а также указывала на наследницу престола.
По мнению Е.  А. Тюхменевой, важная роль в программах императорских Печальных залов XVIII века отводилась геральдическим знакам, демонстрировавшим территориальное могущество российского правителя. Над главным входом, организованным обычно напротив тронного места, располагался большой государственный герб, vis-à-vis с находившимся в «оглавии» гроба гербовым изображением, о котором подробно говорилось выше. Подобные принципы расположения геральдических знаков сложились при подготовке Печального зала Петра I, очевидно, не без влияния выработанной в 1723 году схемы. В оформлении Печального зала Петра I гербы «великих» земель – Киевский, Владимирский, Новгородский, Казанский, Астраханский, Сибирский, Псковский, Смоленский – дополняли скорбящие этнографические образы, олицетворявшие «разные народы сея пространнейшия Империи».
Печальная зала Петра I была обита черной тканью. Окна и двери тоже были плотно занавешены. Границы потолка залы обозначал пояс из белого флера или газа с черными и золотыми лентами. Поле плафона занимал огромный андреевский крест, выложенный из белого флера.
Начиная с 1723 года в отечественных Печальных залах XVIII века использовалось исключительно искусственное, свечное освещение, которому придавалось серьезное значение. На ступенях по периметру трона Печального зала Петра I были поставлены в бронзовых подсвечниках 12 больших свечей, украшенных «клеймами и с гербами». Следующий ряд составляли 8 «великих» («весом по полтретья пуда») свечей, расписанных «разными фигурами, с гербом Его Императорскаго Величества» и возвышавшихся на бронзовых пьедесталах по боковым сторонам трона. Вдоль стен зала между фигурами добродетелей на беломраморных пьедесталах размещались серебряные подсвечники «преизрядной работы». Сделанные в форме пирамиды, они содержали «множественное число свеч, одна от другой выше». В завершении подсвечников-пирамид находилось «судно» с двумя горящими лампадами. Подвесная лампада была включена в композицию «великого надгробного надписания». Дверные проемы Печального зала венчали подсвечники-бра, выполненные в виде золоченых сосудов с серебряными ручками и украшенные «гербами золотыми». Верхний свет Печального зала Петра I составляли пять серебряных паникадил («спущены»), драпированные черно-белым флером и перевязанные лентами.
В связи с тем, что гроб был широкий, и не мог «из палат обычными дверьми чинно изнесен быть», было сооружено деревянное крыльцо, которое примыкала снаружи со стороны Невы к среднему окну залы. Крыльцо, также обитое черным сукном, имело две лестницы по бокам «в 16 ступеней», более 39 м длиной. Лестничные марши шли параллельно фасаду от верхней площадки, что отвечало архитектурным традициям петровского времени.

## Погребальная процессия

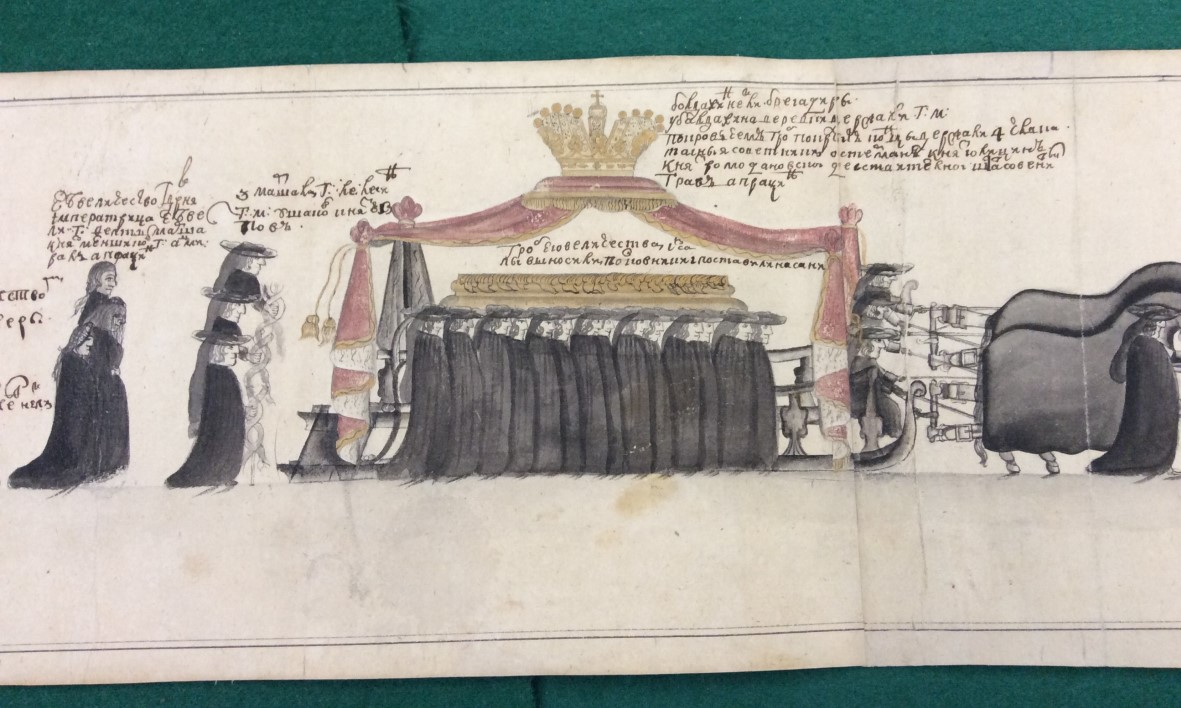
Церемония о погребении Его императорского Величества Петра Великого и Государыни Цесаревны Наталии Петровны. 1725. Бумага, акварель, позолота. Российская национальная библиотека. Деталь

10 марта 1725 года с 8 утра до часу дня происходило построение коридора для церемониального движения – размещение вдоль всего маршрута военных с факелами белого воска. Согласно источникам их было 10638 человек. Начало шествия возвестили в час дня двумя пушечными залпами. Для шествия через Неву построили специальный наплавной мост, начинающийся от главной пристани и украшенный черной тканью. Траурный путь с гробом Петра I, как и триумфальные, посыпали песком и уложили «сеченым» ельником. Во время всего шествия каждую минуту раздавался пушечный выстрел с Петропавловской крепости и Адмиралтейства, а также колокольный звон по всем церквям.

### Схема движения процессии
Начали шествие 25 человек, гвардейских унтер-офицеров в четыре шеренги с алебардами, обвязанными черным флером.
Далее шли трубачи и литаврщики, пажи, придворные кавалеры, иностранные купцы, депутаты городов, депутаты от «эстлянского и лифляндского шляхетства». Замыкало эту часть «военное знамя красное с красной бахромой» и любимая лошадь Петра I с плюмажем (белым и красным) на голове. Следом несли 32 герба российских провинций, «писанные золотом и серебром с красками по черной тафте с черными кистями и бахромою». За каждым таким знаменем вели лошадь в черном облачении. Далее три знамени – «Штандарт адмиралтейский», «Печальное государственное знамя», «Цветное белое знамя». Каждое знамя в сопровождении такой же лошади. Затем ехал «Радостный латник», а за ним шел «Печальный латник», несли  «Печальное знамя» и вели «Печальную лошадь». Замыкали эту часть процессии семь гербов царств и княжеств и «государственный герб» России.
Следующим этапом следовали «с крестным хождением» многочисленные представители духовенства.
Затем 16 человек несли гроб с телом цесаревны Натальи Петровны. Над гробом несли балдахин. Перед этим гробом – корону.
Следующую часть процессии (перед гробом императора) открывали два герольдмейстера (Иван Плещеев и граф Санти), одетые в герольдское платье. Следом несли: четыре «государственных меча», ордена (Белого орла, Слона, Св. апостола Андрея Первозванного), «Корону Сибирскую», «Корону Астраханскую», «Корону Казанскую», скипетр, державу, Большую императорскую корону.
За регалиями следовал гроб Петра I, перед которым шли три маршала. По сторонам гроба шло по 14 драбантов (с каждой стороны). Повозка драпировалась черной тканью и запрягалась восьмеркой лошадей, облаченных в черные бархатные попоны с гербами. Над гробом несли балдахин, который был сделан из золотой и серебряной шелковой материи (парчи или гласе) с золотыми кистями и бахромой.

### Всадники

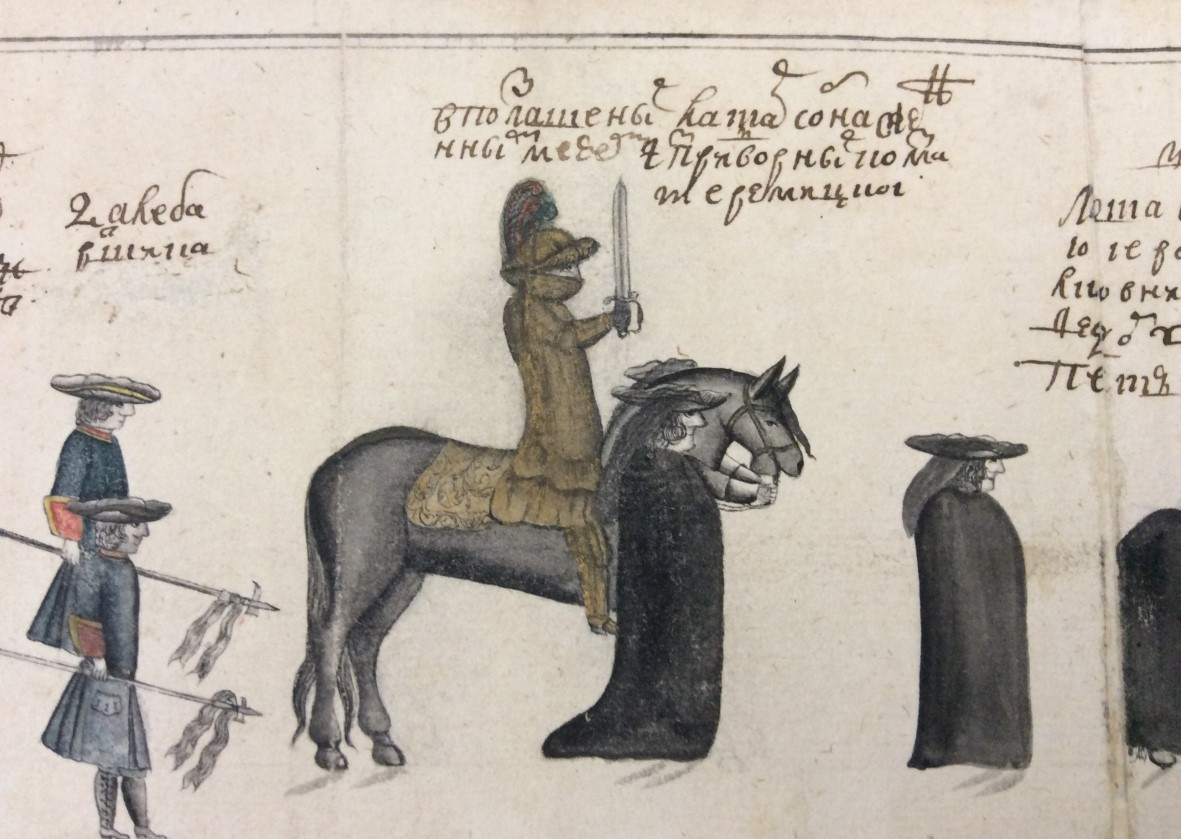
Церемония о погребении Его императорского Величества Петра Великого и Государыни Цесаревны Наталии Петровны. 1725. Бумага, акварель, позолота. Российская национальная библиотека. Деталь.

По образцу западноевропейских погребальных торжеств в состав траурной процессии были введены два рыцаря. 
Один латник – «Всадник радости» в золотых доспехах и на лошади. На рисунке над рыцерем надпись – «в позлащеных латах с обнаженным мечом». Судя по рисунку, меч он держал острием вверх. В «Описание» значится «В позлащенных латах из шталмейстеров Козьма Теремицкой ехал на лошади с обнаженным мечем, на лошади седло шитое с богатым убором, у того латника на шлеме, так и у лошади на голове и на хресце плюмажныя кусты из красных и белых перьев, по обе стороны ево шли драбанты в черном платье и епанче с алебардами».
За ним шел «Всадник печали», в черных рыцарских доспехах с плюмажем из черных перьев на голове. Всадник был пешим. Он держал меч острием вниз, эфес которого был обвит черным флером. За этим «латником» несли «Печальное знамя» из черной тафты с черной бахромой и кистями и вели лошадь «того же знамени», покрытую черной попоной.

## Траурное убранство Петропавловского собора
Незаконченность Петропавловского собора на момент смерти Петра I вынудила соорудить внутри него временную деревянную церковь, где и простоял гроб с телом монарха вплоть до его фактического погребения в мае 1731 года. Как и в Печальном зале, внутреннее пространство временной церкви было обито черной тканью, а трон – малиновым бархатом. Для избранного круга участников церемонии вокруг трона подготовили особые места, при устройстве которых придерживались тех же принципов, что и при организации мест в Успенском соборе к коронации Екатерины I. Менее знатные персоны (низших классов) располагались вне стен временной церкви, но внутри недостроенного каменного собора. Причем часть из них могли наблюдать «отправление служб» через окошечки, специально сделанные в деревянной церкви.
Согласно источникам, 4 марта 1725 года после внесения гробов в церковь над троном водрузили балдахин, используемый в печальной процессии. «В главах гроба» Петра I встали радостный и печальный рыцари, а по его сторонам – полковники с государственными мечами. Надгробный покров держали «за гробом» слева. Регалии и ордена были положены на «учрежденные» на троне столы. Те, кто нес знамена, встали в каменной церкви с правой стороны, а те, кто с гербами, – с левой. После погребения участвовавшие в процессии геральдические символы и знамена разместили во временной церкви. Кроме того, в нее перенесли «печальные уборы» Печального зала Зимнего дворца, включая надтронный балдахин с мантией.

## Регалии в погребальном церемониале

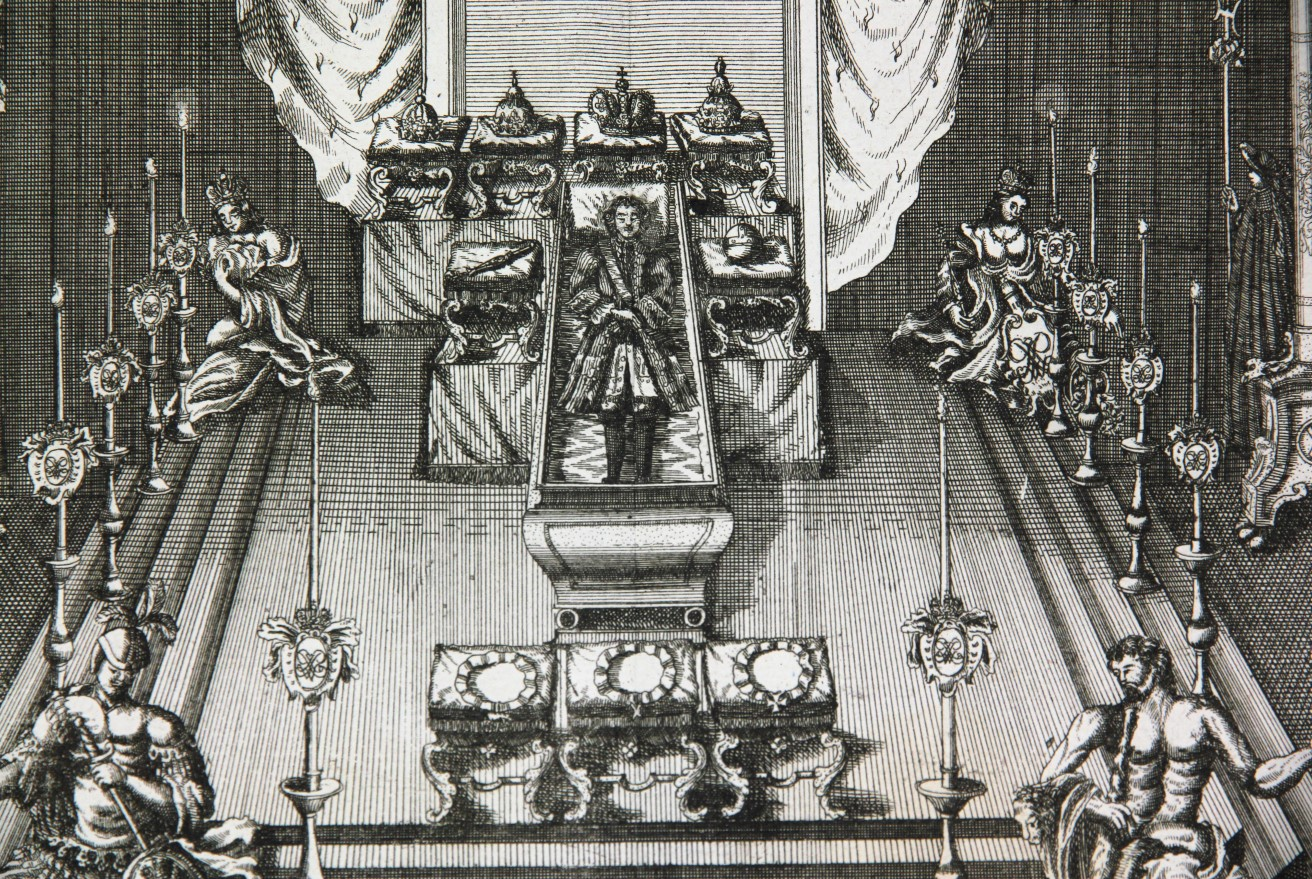
Ростовцев А., Коровин С. Вид погребальной залы Петра I. 1725 г. Гравюра. СПб.ФИРИ РАН. Деталь

Тело государя с 13 февраля 1725 года выставили в Печальной зале Зимнего дворца. Рядом с гробом на троне находились личные и государственные регалии на девяти табуретах. Около самой головы императора (за гробом) располагалась императорская корона, а по сторонам от нее – три царских венца, символизирующие три завоеванных царства: Казанское, Астраханское и Сибирское, по правую сторону гроба – скипетр, по левую – держава, в ногах покойного (перед гробом) три его ордена: Св. апостола Андрея Первозванного, датский орден Слона и польский орден Белого орла.
В погребальной процессии участвовал полный состав регалий, и ордена, которые были расположены согласно «субординации» по восходящей лестнице, чем ближе к гробу, тем более значимые. В печатном издании, приписываемому Прокоповичу написано: «…пред гробом Императорским еще собственная слава производила. Первые несены были вниз острием четыре государственные меча, потом следовали кавалерии: Польская, Дацкая и Российская; за сим несены были оружием завладенных троих царств короны: Сибирская, Астраханская и Казанская, также регалии, то есть скипетр и держава государственная сряду, потом корона Российской Империи, зело пребогатая». Порядок несения орденов и регалий запечатлен почти во всех описаниях похорон августейших особ и членов их семьи XVIII–XIX веков.

### Императорские короны
В погребальном церемониале членов правящей династии в России XVIII века первое упоминание о короне восходит к похоронам царицы Марфы Матвеевны, вдовы царя Фёдора Алексеевича, (умерла 31 декабря 1715 г., а была погребена в Петропавловском соборе 7 января 1716 г.). Затем корона использовалась при погребении сестры царя Петра I царевны Натальи Алексеевны (умерла 18 июня 1716 г., была похоронена лишь 17 ноября 1717 г.) и царицы Прасковьи Фёдоровны (1723).
Согласно источникам за гробом Петра I располагалась императорская корона, а по сторонам от нее три царских венца, символизирующие три завоеванных царства:  Казанское, Астраханское и Сибирское. В печатном издании «Описание порядка державного погребения… Петра Великого…» (СПб., 1725) читаем: «Корона Императорская, украшена была вся из чистых бриллиантов, и из великого чистогож жемчугу, между которыми брилиантами было великое число удивителнои величины, на верху сеи короны вместо Глобуса, поставлен был лал, величиною во круглости 5 ½ дюйма. На оном глобусе крест из великих же чистых бриллиантов». По мнению исследователя Ю. И. Быковой, данное описание императорской короны полностью совпадает с официальным описанием венца Екатерины I, напечатанном в коронационном альбоме 1724 г. Она считает, что автор просто воспользовался предыдущим печатным изданием, так как корона Екатерины I в июне 1724 г. (спустя месяц после коронации) была разобрана. Таким образом, скорее всего для траурного ритуала погребения Петра I была создана новая императорская корона (которая, вероятно, после церемонии также была разобрана).
Еще не похоронен государь, а 4 марта 1725 г. умирает его дочь цесаревна Наталья Петровна. Ее тело сначала находилось в ее собственных покоях, а 9 марта его перенесли в Печальную залу отца, где оно было водружено на собственный трон под балдахином. «У главы Ея Высочества на Табурете, поставлена была Корона на золотоглавой подушке, украшенная драгими алмазы, и иными каменьи». Таким образом, в зале находилось целых три драгоценных императорских короны: две — у тела отца и дочери (позже их же несли перед гробами во время траурной процессии в Петропавловский собор 10 марта) и одна — на главе маленькой цесаревны.
Ю. И. Быкова считает, что эти короны могли быть созданы в ювелирной придворной мастерской, под руководством Самсона Ларионова.

### Скипетр и держава
При подготовке похорон Петра I в 1725 году из Москвы в Петербург отправили почти все имевшиеся регалии: две державы, три скипетра, корону Екатерины I, пять царских венцов и т. д.. По-видимому, решение о том, какие инсигнии необходимы для церемонии, должны были принимать на месте, в Петербурге. В результате выбрали скипетр и державу, уже задействованные на коронации. Это был скипетр («Большого наряда») и держава, изготовленные в Западной Европе в конце XVI – начале XVII века (Музеи Московского Кремля).
В Печальной зале регалии находились на табуретах по бокам у гроба: скипетр – у правой руки императора, а держава – у левой. В процессии их несли после царских шапок и перед императорской короной, сначала держава, затем – скипетр.

### Царские короны

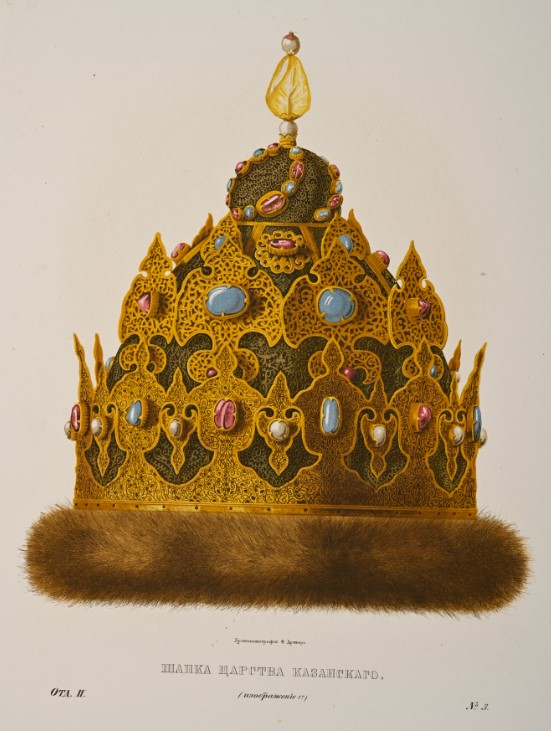
Ф. Дрегер (с рисунка Ф. Г. Солнцева). Шапка Царства Казанского. 1851. Хромолитография. Из книги: Древности Российскаго государства

При погребении Петра I в России впервые в траурный ритуал, относящийся только к правящему монарху, были введены короны, олицетворяющие три завоеванных царства (Казанское, Астраханское и Сибирское), входящие в состав Российской империи. Таким образом, стремились подчеркнуть саму сущность Империи. Идея участия в траурной церемонии корон, связанных с землями, которыми владел покойный, была заимствована из западноевропейского погребального обряда. Важно отметить, что прежде, т. е. в XVI–XVII веках, такие названия, как «Астраханская» и «Сибирская» короны, по отношению к царским венцам никогда не применялись. Для этой роли решено было использовать «старые» (в значении «древние») венцы из царской казны, хранящиеся в Мастерской и Оружейной палатах Московского Кремля. Для церемонии погребения в 1725 году были выбраны следующие «шапки»: «Корона Казанского царства» – перенявшая историческое название шапки золотой сканной царя Казанского, «Корона Астраханская» – венец Михаила Федоровича, «Корона Сибирская» – Шапка первого наряда (или алмазный венец) Петра Алексеевича. В последующих погребениях правителей первой половине XVIII века эти «роли» получали разные венцы.
Эти короны в Печальной зале, находились позади гроба, а в процессии их несли согласно субординации (от менее значимых, к более значимым) – сначала  «Корона Сибирская», затем «Корона Астраханская» и позже – «Корона Казанская».

### Мантия
В погребальном церемониале Петра I была задействована и императорская золотая мантия, которая была сшита для коронации Екатерины I в 1724 году. 
Связано это было с оформлением «Каструм долорес», в частности, декорированием «оглавия» (стены между балдахином и троном, находившейся за головой покойного). В 1723 году при погребении царицы Прасковьи Фёдоровны, по словам Ф. В. Берхгольца, «на той части балдахина, которая спускалась в головах, вышит был золотом двуглавый орел на фоне, состоящем как бы из горностаевого меха». В официальном описании значится: «…под балдахином на средине живописным изрядным письмом на золоте написан был императорской герб а по обе стороны того ж гербу висели горностаи хвосты». В «Каструм долорес» Петра I: «В верху же при балдахине, распростерта была Мантия Императорская, которая началась между завесами, и подобрана была на каждои стороне шнурами золотыми… Сия мантия была драдорная, то есть из золотой парчи, подбита горностаями». Известно, что коронационную мантию Екатерины I, в 1724 году переданную в Оружейную палату, в 1725 году вместе с остальными регалиями отослали в Петербург для организации погребальной церемонии императора. Традиция подвешивания мантии в «оглавие» продолжалась и при погребении следующих монархов, например Петра II и Анны Иоанновны.

### Мечи

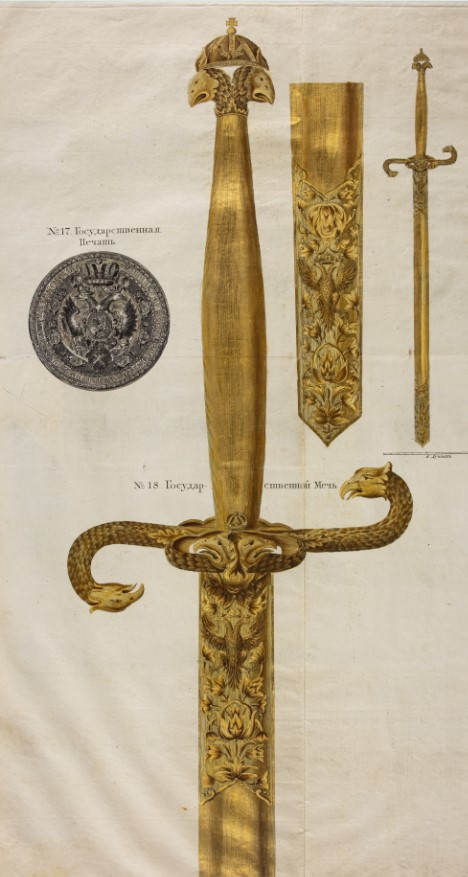
И. А. Соколов. Государственный меч. 1744. Раскрашенная гравюра. Из книги: Обстоятельное описание… коронования… Елисавет Петровны… 1742 Года

В петровское время для мужского погребального церемониала, причем как подданного, так и правителя, было характерно использование холодного оружия.  В печальную процессию погребения Петра I организаторы ввели «четыре государственных меча». Ими стали «четыре палаша с лучшею оправою», взятые из Оружейной палаты. Во время шествия их несли острием вниз. Когда гроб внесли в храм и регалии поставили на специальные столы, то мечи было велено «держать по два на стороне и стоять до окончания церемонии».
При организации похорон Петра II в Москве их также называли «государственными». Традиция использования «государственных мечей» в погребальном церемониале монарха продолжится и при похоронах женщин-правительниц – императриц Анны Иоанновны и Елизаветы Петровны.
По мнению, Ю.И. Быковой во всех императорских погребениях первой половине XVIII века участвовал конкретный меч из царской казны, который при коронации Елизаветы Петровны официально получил название «государственный» и был изображен в коронационном альбоме. Считается, что в состав государственных регалий его ввели в 1742 году по решению Коронационной комиссии, которая распорядилась выбрать в Мастерской и Оружейной палате меч «лучший из находящихся в оной».

### Знамёна

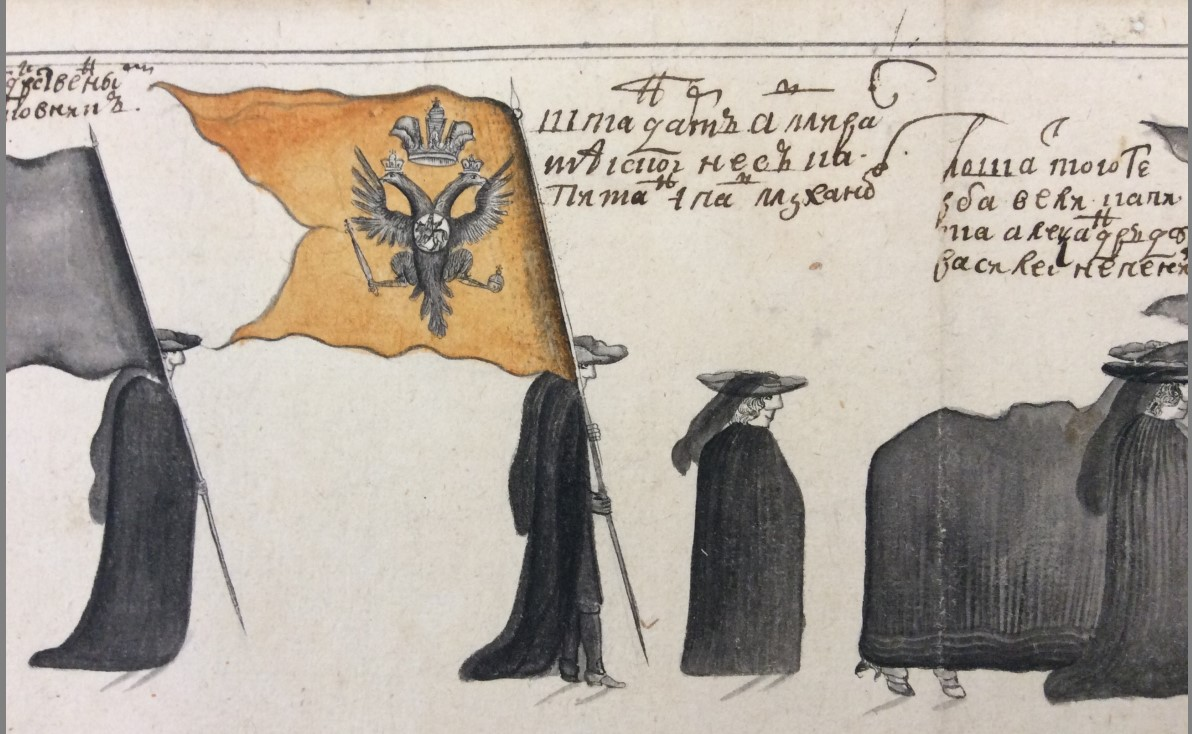
Церемония о погребении Его императорского Величества Петра Великого и Государыни Цесаревны Наталии Петровны. 1725. Бумага, акварель, позолота. Российская национальная библиотека. Деталь

В современной научной литературе принято считать, что первыми похоронами в России, проведенными по европейскому (протестантскому) образцу по инициативе Петра I, стали похороны его сподвижника Ф. Я. Лефорта в 1699 году. Перед гробом несли «знаки Лефорта», среди них – «знамя с золотым в красном поле гербом и с оранжевой длинной перевязью». Камер-юнкер Ф. В. Берхгольц, описывая церемонию погребения князя Петра Михайловича Голицына в 1722 году, в которой принимал участие сам царь, отмечал, что в процессии «несли сперва траурное, потом парадное знамя (Freudenfahne), на котором с одной стороны был изображен портрет генерала, а с другой – его герб».
В начале XVIII века Петр I утвердил новый личный царский штандарт с изображением черного орла на золотом фоне. В императорском церемониале XVIII столетия знамя впервые упоминается в 1723 году при погребении царицы Прасковьи Фёдоровны. По словам Ф. В. Берхгольца, около ее гроба (рядом с короной, лежавшей на подушке) «стояло желтое государственное знамя». Словосочетание «государственное знамя» на русском языке впервые встречается среди проектов подготовки погребения Петра I.
В траурном шествии перед регалиями несли три «больших» знамени.
Вначале несли «Штандарт адмиралтейской». На рисунке из Отдела рукописи РНБ видно, что это знамя с черным двуглавым орлом под тремя коронами. Прокопович о нем пишет: «Первое (знамя) морское желтое, на котором двоеглавый орел писан был, штандарт ботика онаго, который прежде презренный, потом же от Его Величества по случаю увиденный, подал вину флоту Российскому».
Следом несли «знамя из тафты черной с Государственным гербом, росписанным золотом и серебром, бахрама и кисии черныя с золотом». На рисунке из РНБ
над ним подпись – «черное знамя Государственным Гербам». «Второе знамя черное, с гербом государственным, золотом расписанным». Среди бумаг по подготовке похорон оно названо «государственным знаменем».
Третьим несли «цветное белое знамя, на котором Эмблема и Девиз Императорская» – Петр I, высекающий из камня статую женщины, символизирующую Россию.

### Ордена
В погребальных торжествах использовались ордена Петра I, которые относились к понятию «собственная слава» покойного. Это орден Св. апостола Андрея Первозванного, датский орден Слона и польский орден Белого орла. В Печальной зале они находились на трех табуретках перед гробом (в ногах) императора. Во время траурной процессии их несли согласно рангу (от менее значимого, к более значимому) – сначала польский орден, затем датский, и потом высший российский орден.

## Изобразительный материал

### Графика
В Российской национальной библиотеке сохранился свиток «Погребальная процессия императора Петра I и цесаревны Натальи Петровны» 1725 года. Рисунок выполнен акварелью и тушью на бумаге, наклеенной на ткань. Документ хранится в отделе рукописей (бывшем Депо манускриптов) в специальном футляре. На девяти метрах бумаги в строго установленном порядке изображены все участники церемонии (Описание порядка при погребении Петра Великого и княжны Натальи Петровны. Рукопись.).
Известны три офорта с изображением Печальной залы Петра I, созданные в 1725 году. Все хранятся в Архиве Санкт-Петербургского института истории РАН.
1.	А. И. Ростовцев (по рисунку М. Г. Земцова). Вид погребальной залы Петра I.
2.	С. М. Коровин (по рисунку М. Г. Земцова). Оформление (продольной) стены погребальной залы Петра I.
3.	С. М. Коровин (по рисунку М. Г. Земцова). Оформление (торцовой) стены погребальной залы Петра I .
В народном творчестве погребение императора Петра I нашло отражение в лубке «Погребение кота мышами». Многочисленные варианты и повторения сюжета создавались на протяжении XVIII–XIX веков.

### Посмертные портреты
Известны три живописных портрета Петра I на смертном ложе, написанные в 1725 году придворными художниками.
Н.Г. Таннауэр. Портрет Петра I на смертном одре. 1725. Холст, масло. (Эрмитаж) (Таннауэр.).
И.Н. Никитин. Петр I на смертном ложе. 1725. Холст, масло. (Русский музей) (Никитин.)
Л. Каравак. Портрет Петра I на смертном одре. 1725. Холст, масло. (Эрмитаж) (Каравак.).

## Печатные издания
Впервые в российской истории после окончания траурной церемонии описание залы и похорон монарха были опубликованы в виде брошюры. По указу из Кабинета императрицы Екатерины I от 30 апреля было подготовлено «Описание порядка, держанного при погребении… Петра Великого и Цесаревны Натальи Петровны». Его сначала напечатали в Санкт-Петербурге в типографии Правительствующего Сената, а затем в 1726 году повторили в Московской типографии. Экземпляры петербургской и московской брошюр, которые уже в XIX веке считались чрезвычайно редкими, хранятся в коллекции Н.  П. Лихачева. А.  Ю. Прокопьев, прослеживая черты немецкой протестантской традиции в новом российском погребальном церемониале, обратил внимание на обязательную публикацию после похорон монархов отчетов и изображений. По мнению ученого, «Описание порядка, держанного при погребении… Петра Великого и Цесаревны Натальи Петровны» походило на немецкие образцы как названием, так и структурой содержания. Именно к нему были подготовлены иллюстративные материалы. А.  Ю. Прокопьев полагал, что Я. В. Брюс намеревался «издать богато иллюстрированный внушительный конволют по образцу берлинских и дрезденских дворов», однако из-за недостатка средств замысел воплотить в жизнь не удалось.
В собрании Н.  П. Лихачева (Архив СПбИИ РАН) сохранился комплекс документов, связанный с церемонией прощания с Петром Великим. Это предназначенные для обнародования две брошюры с описанием траурной церемонии и погребальной залы, три из четырех гравированных ее видов, а также рукописное «Описание погребательной залы». Рукопись представляет собой перевод с французского языка, выполненный С. М. Коровиным. Оригинал текста атрибутируют Николя Пино.

## Материальные памятники

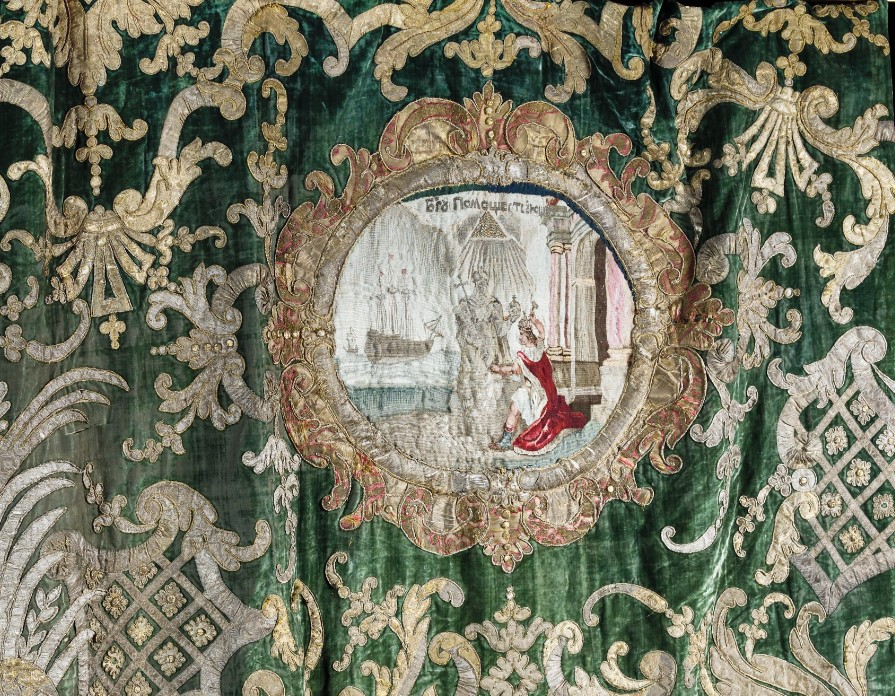
Попона церемониальная. 1725. Музеи Московского Кремля

Некоторая часть предметов, связанных с погребением Петра I хранится в Музеях Московского Кремля. В первую очередь, это регалии, используемые в траурном церемониале 1725 года – корона Екатерины I, держава, скипетр, шапка Казанская, венец царя Михаила Федоровича, Алмазный венец царя Петра Алексеевича. Также в Оружейной палаты находятся государственный меч и еще четыре палаша, принимавшие участие в похоронной процессии.
В собрании музея сохранилась и попона на лошадь, которая шла после «цветного белого знамени, на котором Эмблема и Девиз Императорская». На лошади «Фрейден ферд, то есть лошадь того ж знамя, оболочена была покрышкою богато выкладеною золотым позументам по зеленому бархату, по сторонам девизы тканыя, на той лошади два куста плюмажныя, из красных и белых перей, вели подполковники Федор Уваров, Петр Кругликов». Попона из зеленого бархата состоит из двух частей. Каждая часть закрывает половину туловища лошади до копыт, а также голову, имеет прорези для глаз. Такая форма объясняется назначением и имеет близкие аналогии среди более поздних погребальных попон. В центре каждой части расположен картуш с выполненной в гобеленовой технике аллегорической композицией «Петр I, высекающий Россию» (изображение царя с долотом и молотком в руках, высекающего женскую статую, олицетворяющую Россию, на фоне морского пейзажа с кораблями и надпись: БОГУ ПОМОЩЕСТВУЮЩЕМУ).